# Michael Penn
Michael Penn (New York, 1º agosto 1958) è un cantautore e compositore statunitense.

## Biografia
È fratello dell'attore Sean Penn e dell'attore Chris Penn, quindi figlio dell'attore e regista Leo Penn e dell'attrice Eileen Ryan, e dal 1997 è sposato con la musicista Aimee Mann. Come compositore ha realizzato le musiche di film per registi come Paul Thomas Anderson, Alan Cumming, Bob Odenkirk, Tony Goldwyn, Brian Koppelman, Andrew Fleming e altri.
Nel 1989 ha debuttato da solista con March. Precedentemente faceva parte del gruppo Doll Congress, formato a Los Angeles. Il primo singolo di Penn, dal titolo No Myth, ha permesso all'artista di vincere il premio "Best New Artist" agli MTV Video Music Awards 1990. Con le successive produzioni non è riuscito a replicare il successo di March a livello commerciale.

## Discografia

### Album solista
- 1989 - March
- 1992 - Free-For-All
- 1997 - Resigned
- 2000 - MP4: Days Since a Lost Time Accident
- 2005 - Mr. Hollywood Jr., 1947
- 2005 - Cinemascope
- 2007 - Palms and Runes, Tarot and Tea: A Micheal Penn Collection